# Roellia
Roellia là một chi rêu trong họ Bryaceae.